# Žiarske pleso
Žiarske pleso (polsky Żarski Stawek nebo Stawek pod Żarską Przełęczą) je největší jezero v Žiarske dolině v Západních Tatrách na Slovensku. Je známé také pod názvem Pliesko pod Žiarskym sedlom. Má rozlohu 0,1135 ha a je 45 m dlouhé a 37 m široké. Dosahuje maximální hloubky 0,9 m. Jeho objem činí 405 m³. Leží v nadmořské výšce 1833 m.

## Okolí
Nachází se v horní části Žiarske doliny zvané Malé Závraty jižně od Plačlivého a západně od Žiarskeho sedla.

## Vodní režim
Pleso nemá povrchový přítok ani odtok. Jihozápadně od něj pramení Smrečianka, do jejíhož povodí patří. Rozměry jezera v průběhu času zachycuje tabulka:
| Rok  | Měření prováděl | Rozloha ha | Délka m | Šířka m | Hloubka max.m | Objem m³ |
| ---- | --------------- | ---------- | ------- | ------- | ------------- | -------- |
| —    | WET             | 0,11       | 45      | 37      | 0,8           | —        |
| 2005 | Gregor, Pacl    | 0,1135     | —       | —       | 0,9           | 405      |

## Přístup
Pleso je veřejnosti přístupné
- po  zelené turistické značce:
  - od Žiarske chaty
  - z Rázcestia Záhrady v Jamnícke dolině